# Nesophrosyne affinis
Nesophrosyne affinis är en insektsart som beskrevs av Henry Fairfield Osborn 1935. Nesophrosyne affinis ingår i släktet Nesophrosyne och familjen dvärgstritar. Inga underarter finns listade i Catalogue of Life.